# ألكسندر أمير هسن والراين
الكسندر لودفيج جورج فريدريك اميل (بالألمانية: Alexander von Hessen-Darmstadt)‏ (15 يوليو 1823 - 15 ديسمبر 1888) هو ضابط ألماني وأمير مدينة هسن.